# Adolf Niska

Adolf Niska i rollkostymering från operetten Madame Szibill på Oscarsteatern 1915.

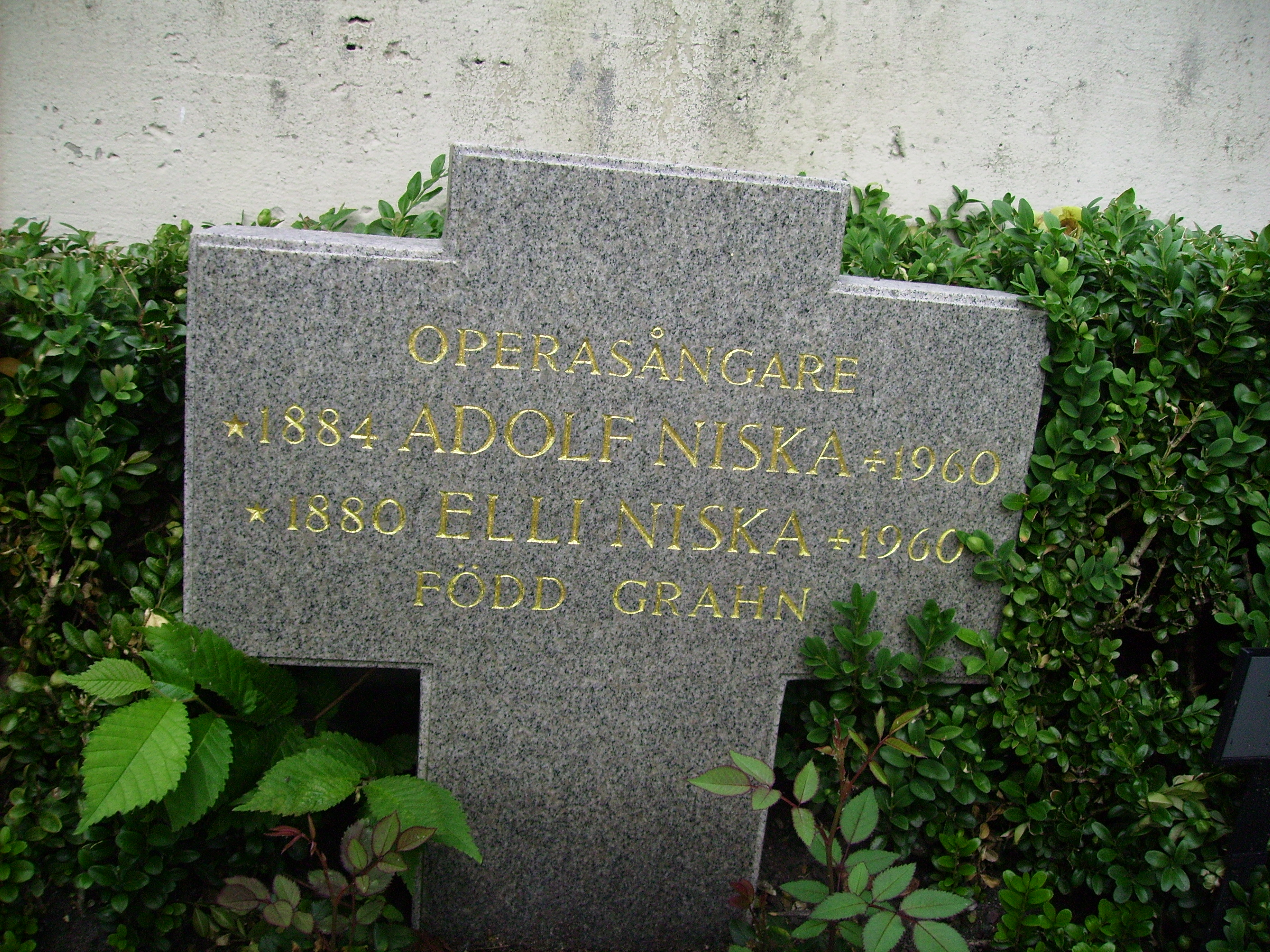
Niskas gravvård på Skogskyrkogården.

Adolf Bernhard Niska, född den 17 februari 1884 i Viborg i Finland, död den 2 augusti 1960 i Stockholm, var en sverigefinlandssvensk operettsångare (baryton), skådespelare, manusförfattare och regissör.

## Biografi
Niska var bror till ”smugglarkungen” Algot Niska, skådespelaren Bror Niska och operasångerskan Ester Niska.
Efter studentexamen 1904 studerade Niska för olika lärare i Sankt Petersburg, Helsingfors, Berlin och Milano. Han debuterade som Greve Hans i operetten Solstrålen på Arkadiateatern i Helsingfors där han var engagerad 1905–1906. Nytt engagemang blev det vid Svenska Teatern 1909–1915, fast med avbrott för studier i Berlin och Milano och gästspel på Åbo Svenska Teater.
Under den perioden gjorde han även några operaroller, bland annat Goro i Madame Butterfly, Wotan i Siegfried och Figaro i Figaros bröllop. Niska flyttade hösten 1915 till Sverige, då han fått engagemang på Oscarsteatern, där han tillhörde den fasta ensemblen till 1926. Han Oscarsdebuterade som Furst Konstantin i Madame Szibill och kom sedan att där uppträda i alla de stora operettrollerna av vilka kan nämnas Georg Kesser i Kessers generalkupp av Fred Winter, Schubert i Jungfruburen, markisen i Cornevilles klockor, Achmed Bey i Stambuls ros och Iwo i Katja. 
Han var också med i Ernst Rolfs Lyckolandsrevy 1924 och flyttade 1928 till Vasateatern där han spelade operett till 1931. Han hade kortare engagemang på Konserthusteatern och Cirkusteatern och ledare för flera folkparksturnéer. Med tiden övergick han från att spela charmör till komiska karaktärsroller. Med Oscarsteaterns ägare Albert Ranft hade Niska ett specialkontrakt som tillät honom att arbeta med film långt innan de andra Ranft-artisterna tilläts göra detta. Han filmdebuterade 1917 och kom att medverka i tio filmer,  däribland som General Kulneff i Fänrik Ståls sägner.
Sin första grammofoninspelning gjorde Niska 1915 i en duett med Naima Wifstrand, hämtad ur hans debutoperett Madame Szibill på Oscarsteatern. Han kom att spela in 37 skivsidor.
Från 1910 var han gift med skådespelaren Elin ”Elli” Niska, född Grahn, med vilken han fick döttrarna Rita, gift Stomberg och Zenta Maria, gift Landberg.

## Teater

### Roller (urval)
| År   | Roll                             | Produktion                                                                           | Regi                      | Teater                  |
| ---- | -------------------------------- | ------------------------------------------------------------------------------------ | ------------------------- | ----------------------- |
| 1915 | Storfurst Konstantin             | Madame Szibill Victor Jacobi                                                         | Oskar Textorius           | Oscarsteatern           |
| 1915 |                                  | Lyckoflickan Edmond Audran, Alfred Duru och Henri Charles Chivot                     | Axel Ringvall             | Oscarsteatern           |
| 1917 | Schubert                         | Jungfruburen Alfred Maria Willner, Heinz Reichert, Franz Schubert och Heinrich Berté |                           | Oscarsteatern           |
| 1917 | Frans av Lothringen              | Kejsarinnan Maria Théresia Leo Fall, Julius Brammer och Alfred Grünwald              | Oskar Textorius           | Oscarsteatern           |
| 1921 | Översten                         | Damen i hermelin Jean Gilbert, Rudolph Schanzer och Ernst Welisch                    | Carl Barcklind            | Oscarsteatern           |
| 1921 | Iwan Janicki, student            | Tiggarstudenten Karl Millöcker, Richard Genée och Friedrich Zell                     | Elvin Ottoson             | Oscarsteatern           |
| 1922 | Stadskommendanten                | Lucullus Jean Gilbert, Rudolf Schanzer och Ernst Welisch                             | Carl Barcklind            | Oscarsteatern           |
| 1923 | Schubert                         | Jungfruburen Alfred Maria Willner, Heinz Reichert, Franz Schubert och Heinrich Berté | Nils Johannisson          | Oscarsteatern           |
| 1923 | Iwo                              | Katja Jean Gilbert, Leopold Jacobson och Rudolph Österreicher                        | Nils Johannisson          | Oscarsteatern           |
| 1923 |                                  | Madame Pompadour Rudolf Schanzer, Ernst Welisch och Leo Fall                         | Nils Johannisson          | Oscarsteatern           |
| 1923 | Prins Radjami                    | Bajadären Emmerich Kálmán, Julius Brammer och Alfred Grünwald                        |                           | Trondheims teater       |
| 1924 |                                  | Rajhan Anders Eje och Fred Winter                                                    | Nils Johannisson          | Oscarsteatern           |
| 1924 | Löjtnant Michailovitj            | Kvinnan i purpur Jean Gilbert, Leopold Jacobson och Rudolf Oesterreicher             | Nils Johannisson          | Oscarsteatern           |
| 1925 | Greve Tassilo Endrödy-Wittemburg | Grevinnan Mariza Julius Brammer, Alfred Grünwald och Emmerich Kálmán                 | Nils Johannisson          | Oscarsteatern           |
| 1925 | Häxan                            | Julstjärnan Sverre Brandt och Johan Halvorsen                                        | Nils Johannisson          | Oscarsteatern           |
| 1928 | Greve Alexander Hatzy            | Grevinnan Eva Albert Szirmai och Frans Martos                                        | Oskar Textorius           | Vasateatern             |
| 1928 | Prins Paul                       | Sista valsen Oscar Straus, Julius Brammer och Alfred Grünwald                        | Oskar Textorius           | Vasateatern             |
| 1929 | Iwo                              | Katja Jean Gilbert, Leopold Jacobson och Rudolph Österreicher                        | Oskar Textorius           | Vasateatern             |
| 1929 | Balduin                          | Nattkavaljeren Robert Stolz, Alfred Maria Willner och Rudolf Österreicher            | Oskar Textorius           | Vasateatern             |
| 1929 | Dominique                        | Jag bedrar dig blott av kärlek Ralph Rudin och Robert Blum                           | Gustaf Bergman            | Vasateatern             |
| 1929 | Sergeant Malone                  | Rose Marie Rudolf Friml, Herbert Stothart, Otto Harbach och Oscar Hammerstein        | Gustaf Bergman            | Vasateatern             |
| 1930 | General Juschkiewitsch           | Hotell Stadt Lemberg Jean Gilbert och Ernst Neubach                                  | Adolf Niska               | Vasateatern             |
| 1930 | Kanslern                         | Kejsarinnan Maria Theresia Leo Fall, Julius Brammer, Alfred Grünwald                 | Oskar Textorius           | Vasateatern             |
| 1930 |                                  | Orloff Bruno Granichstaedten och Ernst Marischka                                     | Naima Wifstrand           | Vasateatern             |
| 1930 | Medverkande                      | Stockholm blir Stockholm, revy Svasse Bergqvist                                      | Franz Engelke Adolf Niska | Vasateatern             |
| 1933 | Porthos                          | De tre musketörerna Rudolf Schantzer, Ernst Welisch och Ralph Benatzky               | Nils Johannisson          | Oscarsteatern           |
| 1933 | Li Pong Tao                      | Leendets land Franz Lehár                                                            | Gösta Ekman               | Oscarsteatern           |
| 1937 | Prins Paul                       | Sista valsen Oscar Straus, Julius Brammer och Alfred Grünwald                        | Oskar Textorius           | Stora Teatern           |
| 1938 |                                  | Gösta Berlings saga Selma Lagerlöf                                                   | Johan Falck               | Riksteatern             |
| 1942 |                                  | Mazurka Joseph Beer, Fritz Löhner-Beda, Alfred Grünwald                              | Karl Kinch                | Skansens friluftsteater |

### Regi (urval)
| År   | Produktion                                          | Teater      |
| ---- | --------------------------------------------------- | ----------- |
| 1930 | Hotell Stadt Lemberg Jean Gilbert och Ernst Neubach | Vasateatern |
| 1930 | Stockholm blir Stockholm, revy Svasse Bergqvist     | Vasateatern |

## Filmografi
- 1917 – Fru Bonnets felsteg
- 1917 – Envar sin egen lyckas smed
- 1923 – Hälsingar
- 1926 – Fänrik Ståls sägner-del I
- 1928 – Stormens barn
- 1936 – 33.333
- 1938 – Du gamla du fria
- 1939 – Efterlyst
- 1940 – Beredskapspojkar
- 1940 – Blyge Anton

### Regi
- 1928 – Stormens barn